# Saint-Germain-de-Varreville

Saint-Germain-de-Varreville este o comună în departamentul Manche, Franța. În 1 ianuarie 2022 avea o populație de 109 de locuitori.